# Bertheid
Bertheid ist ein weiblicher Vorname.

## Herkunft und Bedeutung des Namens
Der Name stammt aus dem Althochdeutschen.

## Namenstag
Namenstag ist der 22. Dezember.

## Berühmte Trägerinnen
Bertheid, Äbtissin in Münster, († 22. Dezember 1042 in Münster). Bertheid war eine Schwester von Bischof Hermann I. von Münster. Dieser gründete die Liebfrauenkirche, weihte sie 1040 im Beisein König Heinrichs III. und gliederte ihr ein Kanonissenstift an, das unter der Leitung von Bertheid eine Ausbildungsstätte für adlige Frauen wurde. Sie starb im Ruf der Heiligkeit.